# Alfons Miàs
|  | Aquest article tracta sobre un polític i escriptor nordcatalà. Si cerqueu el músic i compositor de sardanes, vegeu «Alfons Miàs i Martí». |

Alfons Miàs (en francès: Alphonse Mias; Palaldà, 1903 – Barcelona, 1950) fou un polític i escriptor ideòleg del catalanisme nord-català a la dècada del 1930 i defensor de la reunificació de Catalunya. Començà a fer conèixer les seves conviccions en el diari local Le Courrier de Céret. Adherit al Felibritge, Feu cursos públics i gratuïts de català i publicà amb el pseudònim de Joseph Vergés Histoire résumée de la Catalogne française, avec notions de la Catalogne intégrale, el 1933 i el manifest Roussillonais sauve ta langue, il est encore temps el 1935, dues obres que intentaren desmitificar la història jacobina que els rossellonesos aprenien a l'escola francesa i defensar la unitat lingüística i cultural dels territoris de llengua catalana.
Fundà el primer moviment nacionalista a Catalunya del Nord, la Joventut Catalanista de Rosselló, Vallespir, Cerdanya, Conflent i Capcir als anys 1930. Creà i esdevingué redactor en cap de la revista catalanista Nostra Terra, l'estiu de 1936, que agrupà joves intel·lectuals nord-catalans com Abdó Poggi, Joan Amade, Lluís Basseda, Roger Grau, Josep Sebastià Pons, Enric Guiter o Pere Ponsich. Aquesta publicació assolí més de mil abonats.
Exercí de secretari de l'Ajuntament de Palaldà i dels Banys d'Arles, al Vallespir, durant la segona guerra mundial. Bon coneixedor de la llengua occitana, adherí a l'ideal de comunitat catalanooccitana escrivint a la revista Occitània. Després de col·laborar amb el Govern de Vichy, hagué d'exiliar-se a Barcelona l'any 1944, on es dedicà a l’ensenyament del francès i l’anglès. Morí a Barcelona l'any 1950.

## Obres
- Histoire résumée de la Catalogne Française, 1933
- Roussillonais sauve ta langue, il est encore temps, 1935